# Lijst van nummer 1-albums in de Vlaamse Ultratop 200 Albums in 2023
Onderstaande albums stonden in 2023 op nummer 1 in de Vlaamse Ultratop 200 Albums. De lijst wordt samengesteld door Ultratop. Camille stond met twee albums elk zes weken op nummer 1, waarmee ze de meeste nummer 1-noteringen had. Het bestverkochte album van 2023 was echter Per ongeluk van Pommelien Thijs, ook met zes weken op nummer 1.
| Nummer | Datum        | Artiest                 | Titel                                                         |
| ------ | ------------ | ----------------------- | ------------------------------------------------------------- |
| 499    | 7 januari    | Camille                 | SOS                                                           |
|        | 14 januari   | Camille                 | SOS                                                           |
|        | 21 januari   | Camille                 | SOS                                                           |
| 506    | 28 januari   | Måneskin                | Rush!                                                         |
| 499    | 4 februari   | Camille                 | SOS                                                           |
|        | 11 februari  | Camille                 | SOS                                                           |
| 507    | 18 februari  | Jaap Reesema            | Als je voor me staat                                          |
| 508    | 25 februari  | dEUS                    | How to Replace It                                             |
|        | 4 maart      | dEUS                    | How to Replace It                                             |
| 506    | 11 maart     | Måneskin                | Rush!                                                         |
| 499    | 18 maart     | Camille                 | SOS                                                           |
| 509    | 25 maart     | U2                      | Songs of Surrender                                            |
| 510    | 1 april      | Lana Del Rey            | Did You Know That There's a Tunnel Under Ocean Blvd           |
| 511    | 8 april      | Fleddy Melculy          | Antichlist                                                    |
| 512    | 15 april     | LikeMe                  | #LikeMe Seizoen 4                                             |
| 513    | 22 april     | Metallica               | 72 Seasons                                                    |
|        | 29 april     | Metallica               | 72 Seasons                                                    |
| 514    | 6 mei        | The National            | First Two Pages of Frankenstein                               |
| 515    | 13 mei       | Ed Sheeran              | -                                                             |
|        | 20 mei       | Ed Sheeran              | -                                                             |
| 516    | 27 mei       | Liefde voor muziek      | Liefde voor muziek 2023                                       |
|        | 3 juni       | Liefde voor muziek      | Liefde voor muziek 2023                                       |
| 517    | 10 juni      | Stray Kids              | 5-Star                                                        |
| 518    | 17 juni      | Niall Horan             | The Show                                                      |
| 519    | 24 juni      | Queens of the Stone Age | In Times New Roman...                                         |
| 520    | 1 juli       | Pommelien Thijs         | Per ongeluk                                                   |
|        | 8 juli       | Pommelien Thijs         | Per ongeluk                                                   |
| 521    | 15 juli      | Taylor Swift            | Speak Now (heropname)                                         |
| 520    | 22 juli      | Pommelien Thijs         | Per ongeluk                                                   |
|        | 29 juli      | Pommelien Thijs         | Per ongeluk                                                   |
| 522    | 5 augustus   | Will Tura               | Als ik terugkijk (en 99 andere liedjes)                       |
| 520    | 12 augustus  | Pommelien Thijs         | Per ongeluk                                                   |
|        | 19 augustus  | Pommelien Thijs         | Per ongeluk                                                   |
| 522    | 26 augustus  | Will Tura               | Als ik terugkijk (en 99 andere liedjes)                       |
| 523    | 2 september  | Camille                 | Magie                                                         |
| 524    | 9 september  | Helmut Lotti            | Hellmut Lotti Goes Metal - Live at Graspop Metal Meeting 2023 |
| 525    | 16 september | Olivia Rodrigo          | Guts                                                          |
|        | 23 september | Olivia Rodrigo          | Guts                                                          |
| 526    | 30 september | Suzan & Freek           | Iemand van vroeger                                            |
| 527    | 7 oktober    | Metejoor                | Joris                                                         |
| 528    | 14 oktober   | Brihang                 | Droomvoeding                                                  |
| 527    | 21 oktober   | Metejoor                | Joris                                                         |
| 529    | 28 oktober   | The Rolling Stones      | Hackney Diamonds                                              |
| 530    | 4 november   | Taylor Swift            | 1989 (heropname)                                              |
| 527    | 11 november  | Metejoor                | Joris                                                         |
| 523    | 18 november  | Camille                 | Magie                                                         |
| 531    | 25 november  | K3                      | De 3 biggetjes                                                |
| 523    | 2 december   | Camille                 | Magie                                                         |
|        | 9 december   | Camille                 | Magie                                                         |
|        | 16 december  | Camille                 | Magie                                                         |
|        | 23 december  | Camille                 | Magie                                                         |
| 527    | 30 december  | Metejoor                | Joris                                                         |

## Statistieken
| Plaats | Land                | Punten |
| ------ | ------------------- | ------ |
| 1      | België              | 33     |
| 2      | Verenigde Staten    | 9      |
| 3      | Verenigd Koninkrijk | 3      |
| 4      | Italië              | 2      |
| 4      | Ierland             | 2      |
| 4      | Nederland           | 2      |
| 7      | Zuid-Korea          | 1      |

| Plaats | Land                | Punten |
| ------ | ------------------- | ------ |
| 1      | België              | 12     |
| 2      | Verenigde Staten    | 7      |
| 3      | Ierland             | 2      |
| 3      | Nederland           | 2      |
| 3      | Verenigd Koninkrijk | 2      |
| 6      | Italië              | 1      |
| 6      | Zuid-Korea          | 1      |

1995 ·
1996 ·
1997 ·
1998 ·
1999 ·
2000 ·
2001 ·
2002 ·
2003 ·
2004 ·
2005 ·
2006 ·
2007 ·
2008 ·
2009 ·
2010 ·
2011 ·
2012 ·
2013 ·
2014 ·
2015 ·
2016 ·
2017 ·
2018 ·
2019 ·
2020 ·
2021 ·
2022 ·
2023 ·
2024 ·
2025
- Nederland
- Vlaanderen